# Montse Tomé
Montserrat Tomé Vázquez (Pola de Siero, Asturias, 11 de mayo de 1982), conocida como Montse Tomé, es una exfutbolista y entrenadora española. Fue entrenadora de la selección femenina de España, siendo la primera mujer en ocupar este puesto.

## Trayectoria como jugadora
Con 13 años jugó en el Club Deportivo Romanón Femenino, y al año siguiente entró en el Oviedo Moderno, donde estuvo 14 años, aunque no de forma consecutiva, sino en diferentes temporadas. En la temporada 2006-07 pasó a engrosar las filas del Levante U. D. de la Superliga, donde ganó la liga en la temporada 2007-08. En verano de 2010 fichó por el Futbol Club Barcelona equipo de la Superliga. Dos años después, en septiembre de 2012, vuelve al Oviedo Moderno, club donde se formó como jugadora.

### Selección nacional
Jugó durante dos años con la Selección española Sub-18 en los Campeonatos de Europa, disputando un total de 16 encuentros. Ha sido 4 veces internacional en la Selección absoluta, con la que participó entre 2003 y 2005 en la fase de clasificación para la Eurocopa de 2005.

#### Participaciones en Eurocopas
| Copa                    | Sede    | Resultado     |
| ----------------------- | ------- | ------------- |
| Eurocopa Sub-18 de 2000 | Francia | Subcampeón    |
| Eurocopa Sub-18 de 2001 | Noruega | Cuarto puesto |

## Trayectoria como entrenadora
Comenzó como ayudante técnica en 2018 luego de sacarse la licencia UEFA Pro.
Debutó como entrenadora en 2020 dirigiendo a la selección femenina sub-17 de España. Al mismo tiempo se desempeñaba como segunda entrenadora junto a Jorge Vilda de la selección femenina absoluta de España.
En agosto de 2023 ante el caso Rubiales Tomé, a quien éste en su discurso ante la Asamblea de la RFEF le ofreció ser la nueva directora deportiva de 'la Roja' Femenina y compatibilizar su cargo con el de segunda entrenadora de Jorge Vilda, encabezó el comunicado de dimisión de parte del cuerpo técnico señalando el apoyo a las jugadoras y denunciando tener que asistir obligatoriamente a la asamblea del día 25 y la incomodidad de que varias de las integrantes fueron obligadas a colocarse en primera fila exponiendo su imagen e intentando dar a entender que se comprometían con las tesis de Rubiales.

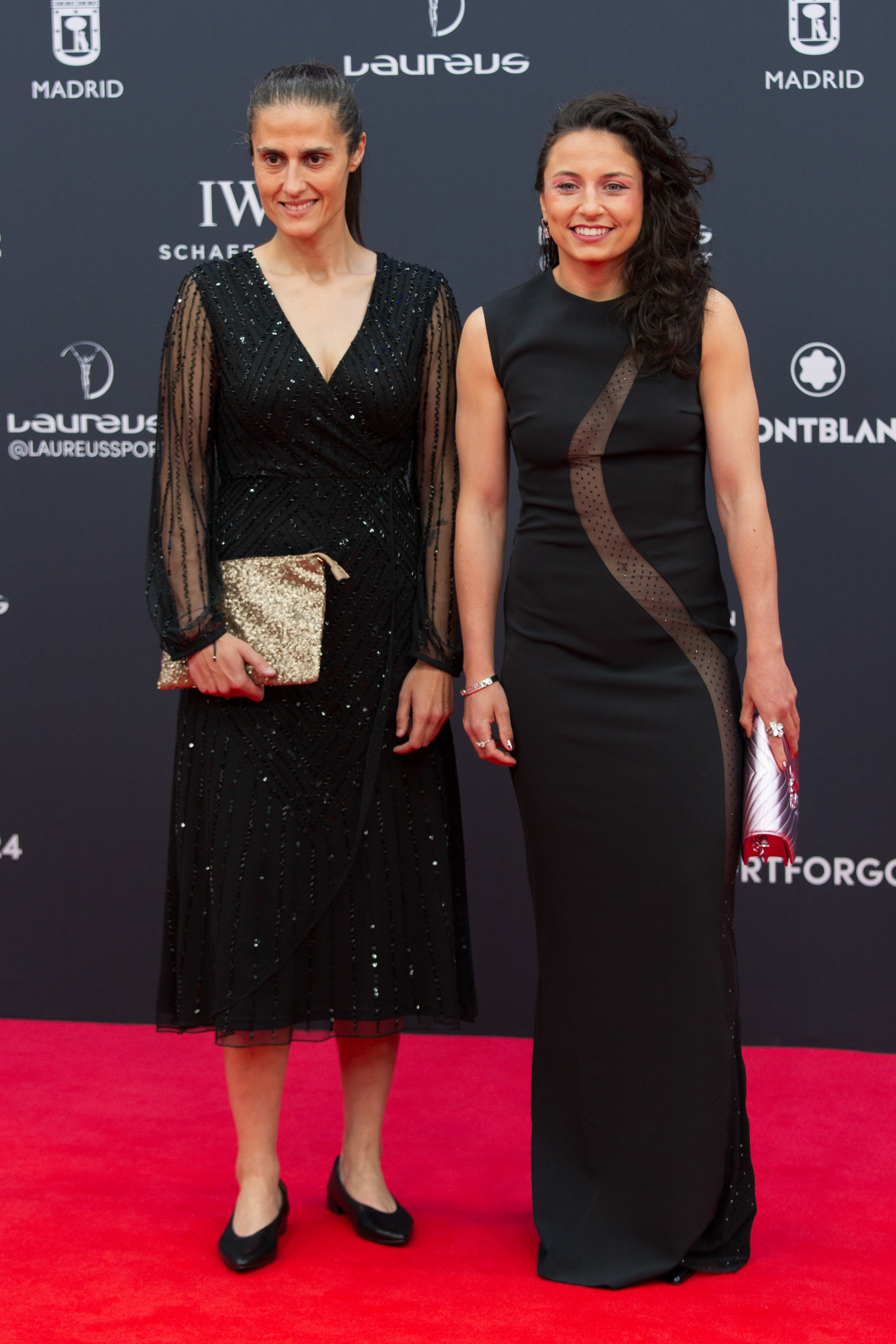
Montse Tomé (izquierda) e Ivana Andrés en la alfombra roja de los 25º Premios Laureus, donde la Selección femenina de fútbol de España obtuvo el premio al mejor equipo del año.

En septiembre de 2023, la RFEF nombró a Tomé como nueva seleccionadora nacional femenina, en sustitución de Jorge Vilda, convirtiéndose así en la primera mujer en ocupar este puesto en España. En su debut al mando del equipo en la Liga de Naciones Femenina consiguió sendas victorias ante Suecia por 3-2 y Suiza por 5-0.

## Equipos

### Como jugadora
| Club            | País   | Año       |
| --------------- | ------ | --------- |
| Oviedo Moderno  | España | 2002-2007 |
| Levante U. D.   | España | 2007-2010 |
| F. C. Barcelona | España | 2010-2012 |
| Oviedo Moderno  | España | 2012      |

### Como entrenadora
| Equipo                      | País   | Año       |
| --------------------------- | ------ | --------- |
| Selección femenina sub-17   | España | 2020-2025 |
| Selección femenina absoluta | España | 2023-2025 |

## Palmarés

### Como jugadora

#### Campeonatos nacionales
| Título    | Club          | País   | Año     |
| --------- | ------------- | ------ | ------- |
| Superliga | Levante U. D. | España | 2007-08 |

### Como entrenadora

#### Campeonatos internacionales
| Título                    | Resultado    | Equipo                              | Sede                 | Año     |
| ------------------------- | ------------ | ----------------------------------- | -------------------- | ------- |
| Campeonato Europeo Sub-17 | Subcampeonas | Selección femenina sub-17 de España | Estonia              | 2022    |
| Campeonato Europeo Sub-17 | Subcampeonas | Selección femenina sub-17 de España | Bosnia y Herzegovina | 2023    |
| Copa Mundial Sub-17       | Campeonas    | Selección femenina sub-17 de España | India                | 2022    |
| Liga de Naciones          | Campeonas    | Selección femenina de España        | España               | 2023-24 |

### Distinciones individuales
- Galardonada en los años 2000, 2001 y 2004 con el premio Mejor deportista juvenil en fútbol por el Ayuntamiento de Oviedo.[5]
- Galardonada en el año 2005 con el premio Mujer y deporte por el Ayuntamiento de Siero.[cita requerida]